# Ciara Renée
Ciara Renée Harper (Harrisburg, Estados Unidos, 19 de octubre de 1990) es una actriz y cantante estadounidense. Es conocida por sus roles en diferentes obras teatrales en Broadway, así como por interpretar a Kendra Saunders/Chica Halcón en la serie Legends of Tomorrow.

## Biografía
Renée nació y se crio en Harrisburg, Pensilvania. Asistió a la Central Dauphin East High School y se graduó con una licenciatura en teatro musical de Baldwin Wallace University en 2013.

### Carrera
En septiembre de 2013, Renée hizo su debut en Broadway en el Teatro Neil Simon como la Bruja en Big Fish después de trabajar en un taller pre-Broadway de Bull Durham.' En febrero del año siguiente, fue elegida en el musical Pippin, reemplazando a Patina Miller como la actriz principal. También apareció como actriz invitada en Law & Order: Special Victims Unit. Renée asumió el papel de Esmeralda en una adaptación musical de El jorobado de Notre Dame, basada en la novela de Víctor Hugo, en el Paper Mill Playhouse en asociación con La Jolla Playhouse. En marzo de 2015, se anunció que Renée había sido elegida como Kendra Saunders/Chica Halcón en el spin-off de Arrow y The Flash Legends of Tomorrow. Renée hizo una aparición especial como Kendra Saunders en el final de la primera temporada de The Flash.

## Filmografía
| Año  | Título                            | Rol                          | Notas                          |
| ---- | --------------------------------- | ---------------------------- | ------------------------------ |
| 2014 | Law & Order: Special Victims Unit | Señora Perez                 | 1 episodio                     |
| 2015 | The Flash                         | Kendra Saunders/Chica Halcón | Recurrente                     |
| 2015 | Arrow                             | Kendra Saunders/Chica Halcón | Invitada                       |
| 2016 | Legends of Tomorrow               | Kendra Saunders/Chica Halcón | Elenco principal (temporada 1) |